# جائزة ساكوراي
جائزة ساكوراي لفيزياء الجسيمات النظرية هي جائزة مقدّمة من الجمعية الفيزيائية الأمريكية في الاجتماع السنوي لها في شهر نيسان/أبريل من كل سنة. تكرّم الإنجازات البارزة في نظرية فيزياء الجسيمات.
تتألف الجائزة التي تُعتبر واحدة من أكثر الجوائز المرموقة في مجال الفيزياء من جائزة نقدية بقيمة 10000 دولار أمريكي وشهادة توثّق المساهمات المعترف بها من قبلها بالإضافة إلى فرصة سفر للفائز لحضور العرض التقديمي. تُمنح الجائزة من قبل عائلة وأصدقاء المتخصص في فيزياء الجسيمات جون ساكوراي الذي بدأ في منح الجائزة بشكلٍ سنوي منذ عام 1985.

## قائمة الحائزين على جائزة ساكوراي[2]
- آن نيلسون ومايكل داين في عام 2018: حصلا على جائزة ساكوراي بسبب الاستكشافات الرائدة في الفيزياء خارج النموذج القياسي لفيزياء الجسيمات بما في ذلك العمل المشترك في الكسر الفعّال الفائق التناظر ومساهماتهما المبتكرة في مجموعة واسعة من المواضيع بالإضافة إلى إيجادهم لعدة حلول متخصصة في مشكلة التكافؤ القوي.
- جوردون كاين وهوارد هابر وجاك جونيون وسالي داوسون في عام 2017: حصلوا على جائزة ساكوراي من أجل مساهماتهم المفيدة في نظرية الخصائص وردود الفعل والتوقيعات لبوزون هيغز.
- جيرارد بيتر ليباج في عام 2016: حصل على جائزة ساكوراي في التطبيقات المبتكرة لنظرية المجال الكمّي لفيزياء الجسيمات، لا سيما في وضع نظرية العمليات الحصرية الهادرانية بالإضافة إلى تطوير نظريات الحقل الفعالة غير الترابطية، وتحديد معايير النموذج القياسي مع نظرية مقياس المشبك.
- جورج زويغ في عام 2015: حصل على جائزة ساكوراي بسبب اقتراحه المستقل بإن الهدرونات تتكون من مكونات أساسية مشحونة جزئياً تسمى الكواركات أو الآسات بالإضافة إلى تطوير آثارها الثورية على كتل هدرون وخصائصها.
- لانس جينكينز ديكسون ودايفد كوسوير في عام 2014: حصلا على جائزة ساكوراي لمساهماتهم الرائدة في حساب سعة الانتثار المضطرب الأمر الذي أدى إلى فهم أعمق لنظرية المجال الكمّي وإلى أدوات جديدة قوية لحوسبة عمليات الديناميكا اللونية الكمّية QCD.
- هيلين كوينّ و روبيرتو بيكي في عام 2013: حازا على جائزة ساكوراي بعد اقتراحهم للآلية السويّة لحل المشكلة الشهيرة بانتهاك تكافؤ الشحنات، الأمر الذي أدى بدوره إلى اختراع الأكسيونات حيث تعتبر الأخيرة موضوعًا للفحص النظري والتجريبي المكثفين التي دامت لمدة ثلاث عقود.
- غايدو آلتاريلّي و برايان ويبير في عام 2012: حصلا على جائزة ساكوراي للأفكار الرئيسية التي تؤدي إلى التأكيد المفصّل للنموذج القياسي لفيزياء الجسيمات، وتمكين تجارب الطاقة العالية لاستخراج معلومات دقيقة عن الديناميكا اللونية الكمّية، وتفاعلات الكهرباء الضعيفة والفيزياء الجديدة الممكنة.
- جيرالد جورالنيك وكارل ريتشارد هاجين وتوم كيبل وروبرت بروت وفرونسوا إينجلرت وبيتر هيجز في عام 2010: حصلوا على جائزة ساكوراي من أجل توضيحهم لخصائص التناظر العفوي للكسر في نظرية المقاييس النسبية رباعية الأبعاد والآلية الخاصة بالتوليد الثابت لكتل بوسون المتجهة.
- أليكسي سميرنوف وستانيسلاف ميخيف في عام 2008: حصلا على جائزة ساكوراي من أجل العمل الرائد والمؤثر على تعزيز تذبذبات النيوترينو في المادة، وهو أمر ضروري للفهم الكمّي لدفق النيوترينو الشمسي.
- ستانلي برودسكي في عام 2007: حصل على جائزة ساكوراي لاكتشافه تطبيقات نظرية المجال الكمّي المضطرب على الأسئلة الحرجة لفيزياء الجسيمات الأولية، وبشكلٍ خاص لتحليل عمليات التفاعل القوي الصعبة.
- سافاز ديموبولوس في عام 2006: نال جائزة ساكوراي لأفكاره الإبداعية عن كسر التناظر الديناميكي والتناظر الفائق والأبعاد المكانية الإضافية التي شكلت البحوث النظرية في الفيزياء على نطاق TeV وبالتالي الإلهام مجموعة واسعة من التجارب.
- سوسومو أوكوبو في عام 2005: نال جائزة ساكوراي بسبب إجراء تحقيقات رائدة في نمط الكتل الهدمية ومعدلات التناقص التي قدمت أدلة جوهرية في تطوير نموذج الكوارك.
- ألفريد مولر وجورج ستيرمان في عام 2003: حازا على جائزة ساكوراي لتطوير المفاهيم والتقنيات في QCD مثل السلامة بالأشعة تحت الحمراء والتحويل إلى عوامل في العمليات الصعبة مما سمح بالتنبؤات الكمية الدقيقة والاختبارات التجريبية الأمر الذي ساعد على إنشاء QCD كنظرية للتفاعلات القوية.
- ويليام مارسيانو وألبيرتو سيرلين في عام 2002: حازا على جائزة ساكوراي لعملهم الرائد في التصحيحات الإشعاعية التي جعلت من الدراسات الكهربائية الدقيقة طريقة قوية للتحقق من النموذج القياسي والبحث عن فيزياء جديدة.
- نيثان إيزجور وميخائيل فولوشين ومارك وايز في عام 2001: حصلوا على جائزة ساكوراي لبناء الكتلة الكواركية الثقيلة واكتشاف تناظر الكوارك الثقيل في الديناميكا الكمّية مما أدى إلى الوصول إلى نظرية كميّة لتناقص الهادرونات.
- كورتيس كالان في عام 2000: حاز على جائزة ساكوراي لصياغته الكلاسيكية لمجموعة إعادة التطبيع بالإضافى إلى مساهماته في الفيزياء الفورية ونظرية الأحاديات والأوتار.
- ميخائيل شيفمان وأركادي فينشتيين وفاليندين زاخاروف في عام 1999: حصلوا على جائزة ساكوراي لمساهماتهم الأساسية لفهم QCD غير المضطرب، والخصائص التحليلية لنظريات مقياس التناظر الفائق.
- ليونارد سوسكايند في عام 1998: نال جائزة ساكوراي لإسهاماته الرائدة في نماذج سلسلة هازرونيك ونظريات قياس شعرية وديناميكية الكروم الكمّية وكسر التناظر الديناميكي.
- توماس أبلكيست في عام 1997: نال جائزة ساكوراي لعمله الرائد في الكرومونيوم وفصل الجسيمات الثقيلة.
- ويليام باردين في عام 1996: نال جائزة ساكوراي من أجل الرؤى الأساسية في بنية ومعنى الشذوذ المحوري والمساهمات لفهم ديناميكية الكروم الكمّية.
- هوارد جورجي في عام 1995: فاز بجائزة ساكوراي لإسهاماته الرائدة نحو توحيد التفاعلات القوية والكهربائية، ولتطبيقه لديناميكية الكروم الكمّية في خصائص وتفاعلات الهادرونات.
- ماري غايللارد في عام 1993: نالت جائزة ساكوراي للإسهامات في ظواهر الفيزياء الجسيمية ونظريتها وعلى وجه الخصوص لعملها مع بن لي وآخرون يطبقون QCD والتحلل والحالات الملتزمة من الكواركات الساحرة.
- لينكولن ولفنشتاين في عام 1992: حاز على جائزة ساكوراي لمساهماته العديدة في نظرية التفاعلات الضعيفة لا سيما انتهاك تكافؤ الشحنة وخواص النيوترينوات.
- فلاديمير جريبوف في عام 1991: نال جائزة ساكوراي لعمله الرائد في وقت مبكر حول سلوك الطاقة المرتفع لنظريات حقل الكم والدراسات التوضيحية له حول البنية العالمية لنظريات المقياس غير الأبيلي.
- تويكيرو كينوشيتا في عام 1990: حاز على جائزة ساكوراي لإسهاماته النظرية في الاختبارات الدقيقة للديناميكا الكهربائية الكمّية ونظرية الكهرومغناطيسية والقوى الضعيفة وخاصة عمله الرائد في حساب لحظات ليبتون مغناطيسية غير طبيعية.
- نيكولا كابيبو في عام 1989: حاز على جائزة ساكوراي لمساهمته البارزة في توضيح هيكل التيار الهدروني المتوتر.
- ستيفن أدلر في عام 1988: فاز بجائزة ساكوراي لعمله في توضيح نتائج التماثل الكروي من خلال قواعد المجموع ونظريات الطاقة المنخفضة.
- لوسيانو مياني وجون ليوبولوس في عام 1987: فازا بجائزة ساكوراي لعملهما على التفاعلات الضعيفة للجسيمات المسحوقة. تعتبر هذه خطوة حاسمة في تطوير النظرية الحديثة للتفاعلات الأساسية.
- توشيهايد ماساكاوا وماكوتو كوباياشي في عام 1985: نالا جائزة ساكوراي لمساهماتهم في نظرية التفاعلات الكهرومغناطيسية والقوة الضعيفة من خلال صيغتهما العامة لمصفوفة فيرميون الجماعية واستدلالهم البصري لوجود أكثر من أربعة نكهات من الكواركات.